# Monte Shiro
Il monte Shiro (城山?, Shiroyama), noto anche come monte Shiroyama, è un rilievo situato presso Kagoshima, nell'omonima prefettura, in Giappone. È alto 107 m. Il nome originale è Tsuru ga mine (鶴ヶ峯?, Tsuru ga mine). Il monte è famoso per essere stato nel 1877 il teatro di una dell'ultima e decisiva battaglia della ribellione di Satsuma fra le truppe dell'Esercito imperiale giapponese ed i samurai ribelli di Saigō Takamori.